# Julio Battistoni
Julio José Battistoni Spinelli   (Colonia, 2 de enero de 1945) es un químico y político uruguayo que pertenece al Movimiento de Liberación Nacional - Tupamaros (MLN-T) e integra el Movimiento de Participación Popular (MPP), Frente Amplio. Actualmente se desempeña como diputado e integra las comisiones de Industria, Energía, Minería y Telecomunicaciones y de Ciencia y Tecnología de la Cámara de Representantes.

## Biografía
Battistoni nació el 2 de enero de 1945 en Colonia. De ascendencia italiana, padre italiano y abuelo materno de la misma nacionalidad. 
La familia vivía en Artilleros, departamento de Colonia, donde se explotaba la cantera de piedras, allí el padre trabajaba de zapatero. Es el tercer hijo de cuatro, los dos mayores nacidos en Artilleros. Fue a la Escuela n.º 1 de Colonia y al Liceo Departamental de la misma ciudad. Luego de finalizar el preparatorio de química ingresó en 1963 a la Facultad de Química de la Universidad de la República.
Mientras completaba sus estudios se ganó la vida realizando diversas labores, hasta que finalmente ingresó por concurso a Secundaria como profesor de Química. Ejerció en liceos del Cerro y Sayago entre los años 1969 y 1972. En ese último año, cuando aún se encontraba estudiando ingeniería química fue detenido y encarcelado por causas políticas.
Cinco años más tarde Battistoni recuperó la libertad, pero debió marcharse exiliado a Barcelona. Ya en España integró la directiva y presidió durante dos años la Casa del Uruguay (Asociación de Amigos de Uruguay-Barcelona). Paralelamente, Battistoni fue durante diez años director de investigación de una empresa biotecnológica de Barcelona, cargo que desempeñó hasta su regreso a Montevideo, en 1989.
A su regreso, obtuvo una maestría en química en la Facultad de Química de la Universidad de la República defendiendo una tesis sobre técnicas de inmunodiagnóstico. Desde 1992 y hasta 1994 integró y presidió la Comisión de Fomento de la Escuela Bélgica.
Finalizado el exilio se desempeñó como docente de la Facultad de Ciencias y la Facultad de Química de la Universidad de la República. Fue profesor grado 5 desde el año 1998 hasta 2005. Además, ejerció interinamente (2000-2001) la función de dirección del Instituto de Química Biológica de la Facultad de Ciencias y director de la Maestría en Biotecnología. En el campo académico e industrial se destacó por sus trabajos de investigación y desarrollo en reactivos de inmunodiagnóstico.

## Trayectoria política
Battistoni comenzó su militancia política cuando se integró al Centro de Estudiantes de Colonia (CESCO) en el liceo de este departamento. Posteriormente fue secretario de propaganda de la Asociación de Estudiantes de Química (AEQ) y delegado al Consejo de la Federación de Estudiantes Universitarios del Uruguay (FEUU) por esta misma asociación. En el año 1969 ingresó al MLN-T.
Durante los años de exilio en Barcelona integró el  grupo político de coordinación Comité Uruguay, un comité de coordinación solidaria y acción política con Uruguay. Dos días después de regresar al país, en 1989, se integró al grupo de base del MPP del barrio Atahualpa, aunque ya venía trabajando para esta organización desde el exilio.
Entre 1993 y 1998 se desempeñó como concejal zonal en el Centro Comunal 15 de Montevideo. En 1999 Battistoni fue cofundador del local del MPP Norma Scopise. Dos años más tarde y hasta 2003 integró la dirección del zonal 4 del MPP. 
A partir de 2003 y hasta la fecha forma parte de la Dirección de Montevideo del MPP y del Ejecutivo de Montevideo de esta organización política. Además es integrante de la Dirección Nacional del MPP. En el plano municipal, Battistoni se desempeñó como director general del Departamento de Planificación de la Intendencia de Montevideo en la administración encabezada por Ricardo Ehrlich, entre 2005 y 2009, pero abandonó el cargo para asumir una banca en el Parlamento, en marzo de 2009, en su condición de suplente de la entonces legisladora Nora Castro.
Fue elegido diputado titular por Montevideo por la lista 609 en las elecciones nacionales de octubre de 2009, asumiendo la banca el 15 de febrero de 2010. Actualmente integra la coordinación de bancada de diputados del Frente Amplio de Montevideo y las comisiones de Industria, Energía y Minería y Especial de Innovación, Investigación, Ciencia y Tecnología de Diputados.
En las elecciones nacionales del 26 de octubre de 2014 fue reelecto diputado por el Espacio 609 del Frente Amplio en representación de Montevideo para la legislatura 2015-2020.